# Антіох II (цар Коммагени)
Антіох II Епіфан (дав.-гр. Ἀντίοχος ὀ Ἐπιφανής; д/н —29 до н. е.) — цар Коммагени у 40—38 роках до н. е.

## Життєпис
Походив з династії Єрвандідів. Молодший син Антіоха I, царя Коммагени, та Ісії (доньки Аріобарзана I, царя Каппадокії). Про дату народження замало відомостей.
У 40 році до н. е. внаслідок тиску римлян Антіоха I зрікся влади на користь Антіоха II. Завдяки молодому віку останньому фактично залишився при владі. У 38 році до н. е. після смерті батька Антіоха II було відсторонено від влади братом Мітрідатом II.
У 31 році до н. е. відправлено братом в якості заручника. Внаслідок інтриг Мітрідата II або за підозрою у вбивстві коммагенського посла 29 року до н. е. за наказом імператора Октавіана Августа колишнього царя було страчено.